# Ingvar Norrby (jurist)
Karl Ingvar Norrby, född den 23 september 1923 i Göteborg, död den 27 november 2011 i Vänersborg, var en svensk jurist.
Norrby avlade juris kandidatexamen vid Lunds universitet 1951. Han genomförde tingstjänstgöring 1952–1954. Norrby blev fiskal i Svea hovrätt 1955 och assessor där 1962. Han var extra ordinarie byråchef vid Riksåklagarämbetet 1964–1967 (tillförordnad 1963) och 1971–1972, tillförordnad häradshövding i Hammarkinds, Stegeborgs och Skärkinds domsaga 1967–1970, rådman i Vänersborgs tingsrätt 1972–1983 samt chefsrådman där 1984–1989 (tillförordnad 1983). Norrby vilar på Katrinedals kyrkogård i Vänersborg.